# Преговарач (филм)
Преговарач (енгл. The Negotiator) је амерички акциони трилер филм из 1998. године који је режирао Ф. Гари Греј. У филму глуме Самјуел Лирој Џексон (енгл. Samuel L. Jackson) и Кевин Спејси (енгл. Kevin Spacey) као два стручна преговарача у талачким ситуацијама и поручника чикашке полиције. Филм је објављен у Сједињеним Америчким Државама 29. јула 1998. године, добио је позитивне критике критичара и зарадио је 88 милиона долара широм света.

## Радња
Поручник Дени Роман (енгл. Danny Roman), главни преговарач за талачке ситуације за источни Чикаго, његов партнер Нејтан Реник (енгл. Nathan Roenick) рекао му је да према његовом обавештајцу којег одбија именовати, припадници њихове јединице проневерују велике количине новца из инвалидског фонда, за који је Роман члан одбора. Реник каже Роману да његов доушник није рекао унутрашњим пословима, јер мисли да би и они могли бити умешани. Када је Роман дошао на тајни састанак са Реником, проналази Реника мртвог, а пар секунди касније долази полиција и поставља Романа за главног осумњиченог.
Ствари постају још горе за Романа, када је инспектор Теренс Нибаум (енгл. Terence Niebaum), за којег Реников доушник каже да је умешан у проневеру, додељен да истражи убиство. Након што се пиштољ којим је убијен Реник, повеже са случајем на којем је Роман радио, Нибаум и други инспектори претресају Романову кућу и налазе папире за инострани банковни рачун са депозитом једнаким износу проневереног новца. Роман је присиљен да преда значку и пиштољ, а његове колеге су скептичне према његовим тврдњама да је невин. Док су у току оптужбе за проневеру и убиство, Роман упада у Нибаумову канцеларију и тражи одговоре на то ко му је наместио убиство. Када Нибаум одбије да одговори, Роман узима за таоце Нибаума, његову административну помоћницу Меги, полицијског команданта и Романовог пријатеља Гранта Фроста (енгл. Grant Frost) и преваранта Рудија Тримонса (енгл. Rudy Timmons) као таоце.
Док су зграду евакуисали и ставили под опсаду јединицe CDP и FBI, Роман издаје своје захтеве: проналажење Рениковог доушника и убице, да буде сахрањен као полицајац ако умре и да позову Криса Сабијана (енгл. Chris Sabian), другог главног преговарача у граду. Роман верује да може веровати Сабијану, јер је он познат по томе што дуго преговара и по томе што има низак проценат смртности у својим преговорима, а то што је са западне стране града, елиминише га као осумњиченог за проневеру новца. Сабијан се сукобљава са припадницима Романове полицијске станице, посебно са заповедником Адамом Беком (енгл. Adam Beck), али му је дата привремена команда након што они на брзину покушају упад, који је пошао по злу, што је резултовало тиме да су SWAT полицајци Скот и Маркус, постали Романови таоци и верују да је он убио Скота. 
Роман нуди да пусти Фроста, али под условом да укључе струју у згради, пошто је искључена након убиства Скота. Уз помоћ Рудија и Меги, Роман приступа Нибаумовом рачунару и открива да су неки полицајци узимали новац од фонда за инвалиде тако што су поднели лажне папире за инвалидитет. Такође открива снимке прислушкивања, укључујући разговор који сугерише да се Реник састајао са својим доушником пре него што је убијен. Сабиан користећи информације које је пружио Роман, тврди да је пронашао Рениковог доушника у покушају да наговори Романа да пусти таоце. Роман схвата да Сабиан блефира када Нибаумови досијеи откривају да је Реник лично био доушник.
Када Роман прети да ће разоткрити Нибаума на отвореном прозору његове канцеларије, чинећи га рањивим због снајпериста, Нибаум признаје да је дао Ренику снимке прислушкивања имплицирајући на три Романове колеге: Хелмана, Алена и Аргента у шеми проневере. Када се Нибаум суочио са кривцима, од њих је примио мито како би прикрио своје злочине. Понудили су Ренику исти новац, али он је одбио да га узме, што је резултирало његовом смрћу. Нибаум каже да не зна ко је главни, али да има информације које потврђују кривицу тројице официра. Исти корумпирани официри потајно су ушли у собу кроз вентилационе отворе под изговором да су део тима за извођење Романа у случају да почне да убија таоце. Након што су чули Нибаумово признање, они почињу да пуцају и убијају Нибаума пре него што је Роман успео да открије где је сакрио снимке прислушкивања. Роман сам брани себе и таоце, користећи бљескове које је запленио од двојице полицајаца у претходном неуспелом упаду.
Верујући да Сабијан и полиција не могу да реше ситуацију, FBI преузима надлежност над операцијом, прекида преговоре, одузима Сабијану команду и налаже улазак у зграду. Док се Роман припрема за његово евентуално хапшење, Меги му каже да је Нибаум такође радио и из његове куће и могао је тамо држати Реникове снимке. Сабијан долази да  упозори Романа на упад, а Роман открива да су полицајци који су претходно упали убили Нибаума и да је Скот још увек жив али да га је завезао. Сабијан почиње да верује у Романову невиност и даје му шансу да докаже свој случај, док су FBI и SWAT претресали зграду и спасавали таоце, Роман се маскирао у припадника SWAT -а и побегао кроз отворе.
Роман и Сабијан су отишли до Нибаумове куће, али не могу да пронађу снимке. Када су дошли полицајци за које Роман мисли да су узимали новац, ушли су у кућу, али су се повукли када је дошао Фрост и покушао да разговара са Романом. Сабијан посматра како Фрост дискретно закључава улазна врата и узима пиштољ, схвата да је Фрост вођа завере, инсајдер у одбору инвалидског фонда и Реников убица. Испред Фроста, Сабијан наизглед убија Романа и нуди му да уништи доказе које су открили у замену за део Фростове игре. Фрост се слаже и у потпуности признаје свој злочин и умешаност остала три официра. Када Фрост излази из куће, открива да је Сабијан само ранио Романа, који је полицијским радио микрофоном пренио своје признање полицији која окружује то подручје. Понижен, Фрост покушава да изврши самоубиство, али га Бек пуца у раме и ухапси заједно са осталим официрима који су у завери. Док је Роман укрцан у возило хитне помоћи, Сабијан му даје значку и одлази.

## Улоге
- Самјуел Лирој Џексон као поручник Дени Роман
- Кевин Спејси као поручник Крис Сабијан
- Дејвид Морс као капетан Адам Бек
- Рон Рифкин као капетан Грант Фрост
- Џон Спенсер као начелник полиције Ал Травис
- Џеј Ти Волш као инспектор Теренс Нибаум
- Сиобан Фалон Хоган као Меги
- Пол Џијамати као Руди
- Регина Тејлор као Карен Роман
- Брус Бејти као Маркус
- Мајкл Кадлиц као Палермо
- Карлос Гомез као Игл
- Тим Келехер као Аргенто
- Дин Норис као Скот
- Нестор Серано као Хелман
- Даг Спинуза као Тонраи
- Леонард Томас као Ален
- Стивен Ли као Фарли

- Роберт Дејвид Хол као Кејл Вангро

## Критике
На Ротен томејтоуз (енгл. Rotten Tomatoes) филм има 74% позитивних оцена на основу 57 критика и просечну оцену 6,77 / 10. На Метакритик-у (енгл. Metacritic), филм има просечну оцену 62 од 100, засновану на 24 критичара.
Емануел Леви(енгл. Emanuel Levy) из магаѕина Варајетија(енгл. Variety) написао је: „Први пут да се удружују Кевин Спацеи и Самјуел Лирој Џексон, вероватно двојица најбољих глумаца своје генерације, у савршено уклапајућим улогама проницљив је потез и најбољи елемент овог трилера надахнутог чињеницама, али преоптерећеног. " Роџер Иберт(енгл. Roger Ebert) у својој рецензији Чикаго сан-тајмца (енгл. Chicago Sun-Times) назива Преговарача „тријумфом стила над причом и глуме над ликовима. Већи део филма једноставно се састоји од крупних планова њих двоје који разговарају, али то није само дијалог, јер га глумци чине више - уложите га са уверењем и хитношћу. "

### Зарада
Преговарач је зарадио 10,2 милиона долара током првог викенда. Наставио је са светским бруто приходом од 88 милиона долара. Ворнер борс (енгл. Warner Bros). је потрошио 40,3 милиона долара на промоцију филма и изгубио је око 13 милиона долара након што су сви приходи и трошкови узети у обзир.